# Альта-Серданья

Исторический район (комарка) Альта Серданья (тёмный) и французский департамент Восточные Пиренеи

А́льта-Серда́нья (кат. Alta Cerdanya, фр. Cerdagne) — исторический район (комарка) Каталонии, который в наши дни находится во Франции.
Крупнейший муниципалитет района и его столица — Мон-Луи (фр. Mont-Louis), или по-каталански Монлюи́с, прежнее название Вилла́-д’Ова́нса (кат. Montlluís / Vilar d’Ovansa или Vilar d’Ovança). До 1790 года столицей района был город Саягуз (фр. Saillagouse), (каталанское название — Салягоза кат. Sallagosa).
Эта территория, как и другие 4 исторических района (комарки) Каталонии — Кунфлен, Валеспир, Руссильон и Капсир, отошла Франции после Войны жнецов по условиям Пиренейского мирного договора.

## Галерея

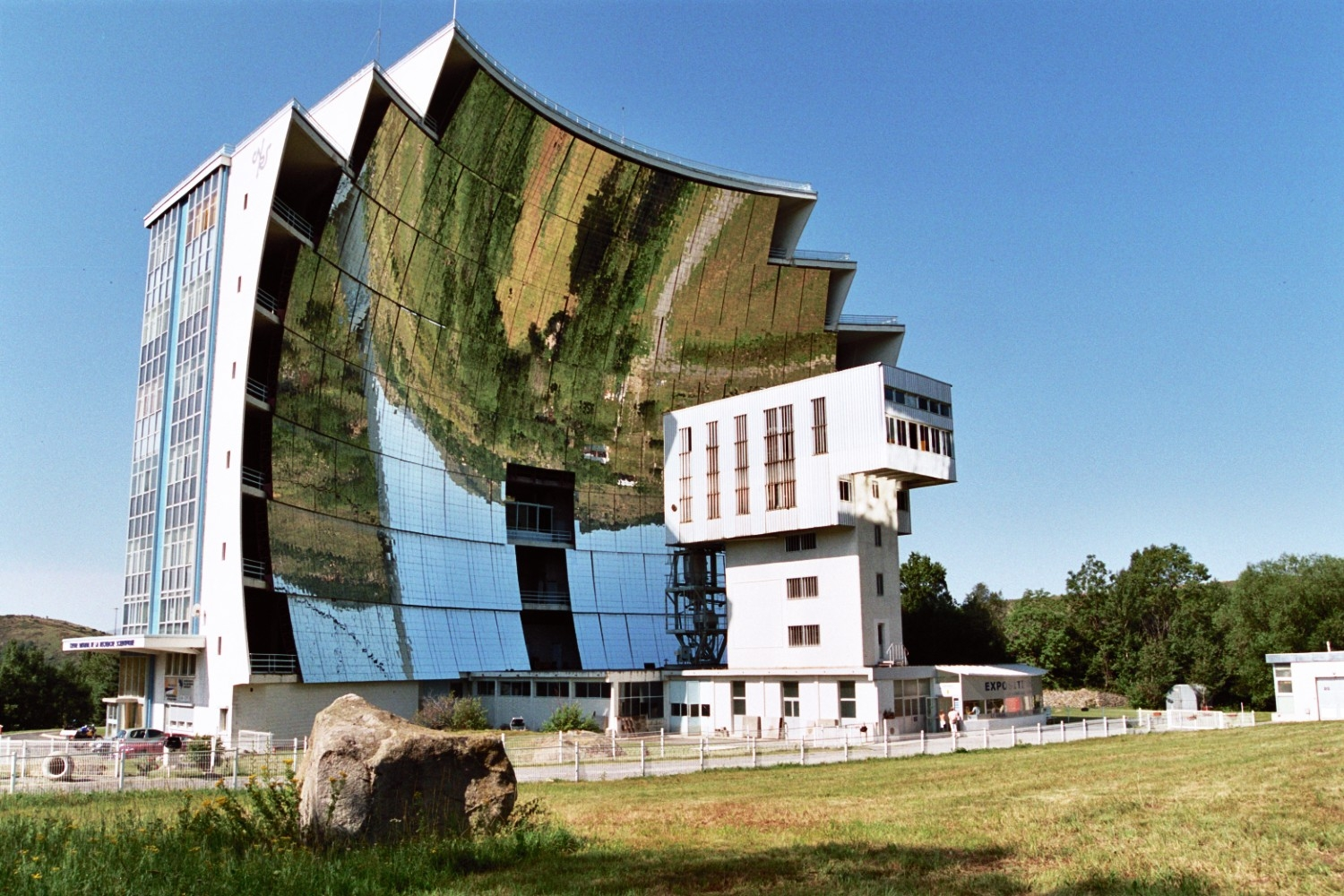
Солнечная печь в г. Одейо
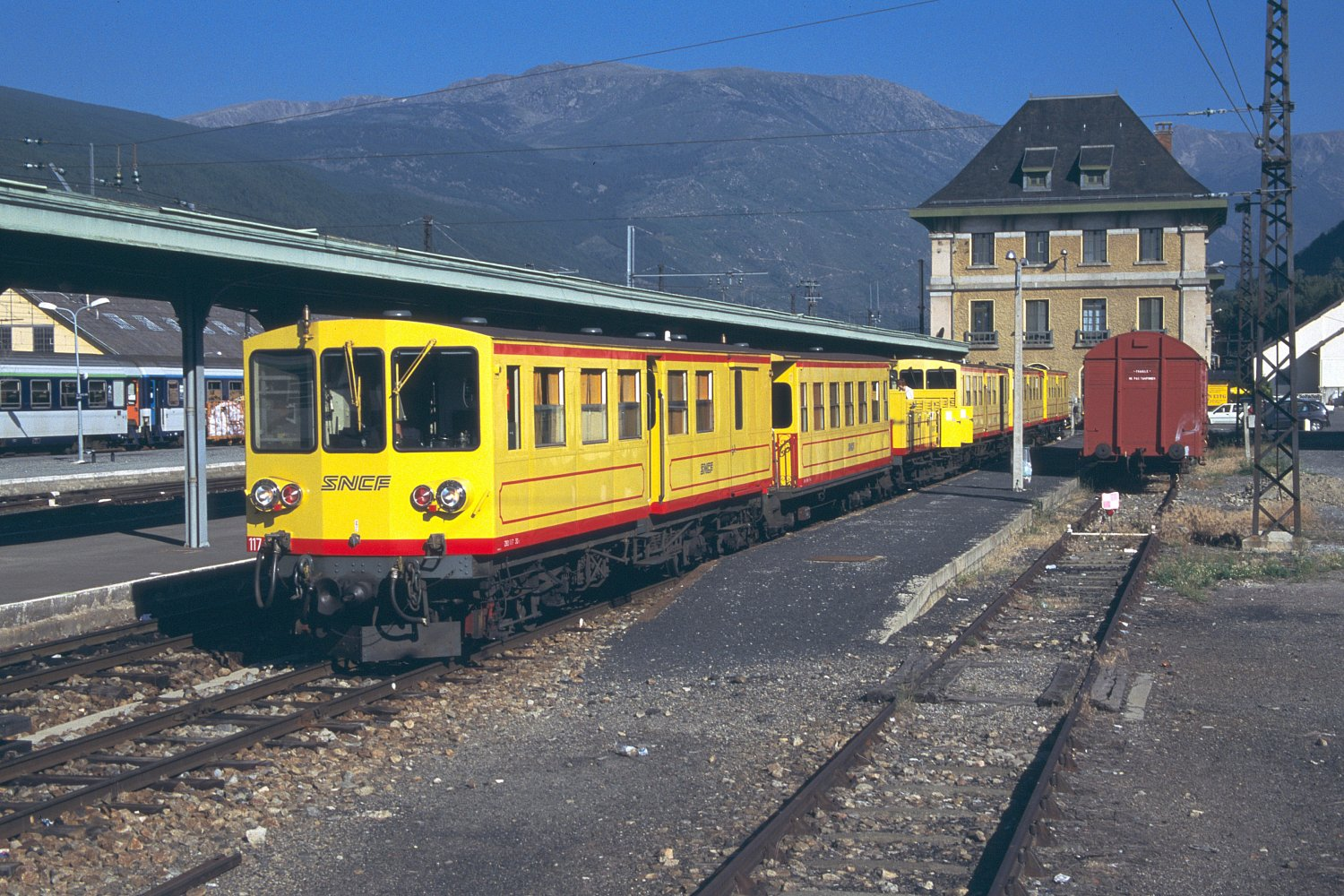
«Жёлтый поезд», который обслуживает несколько городов французской части Серданьи
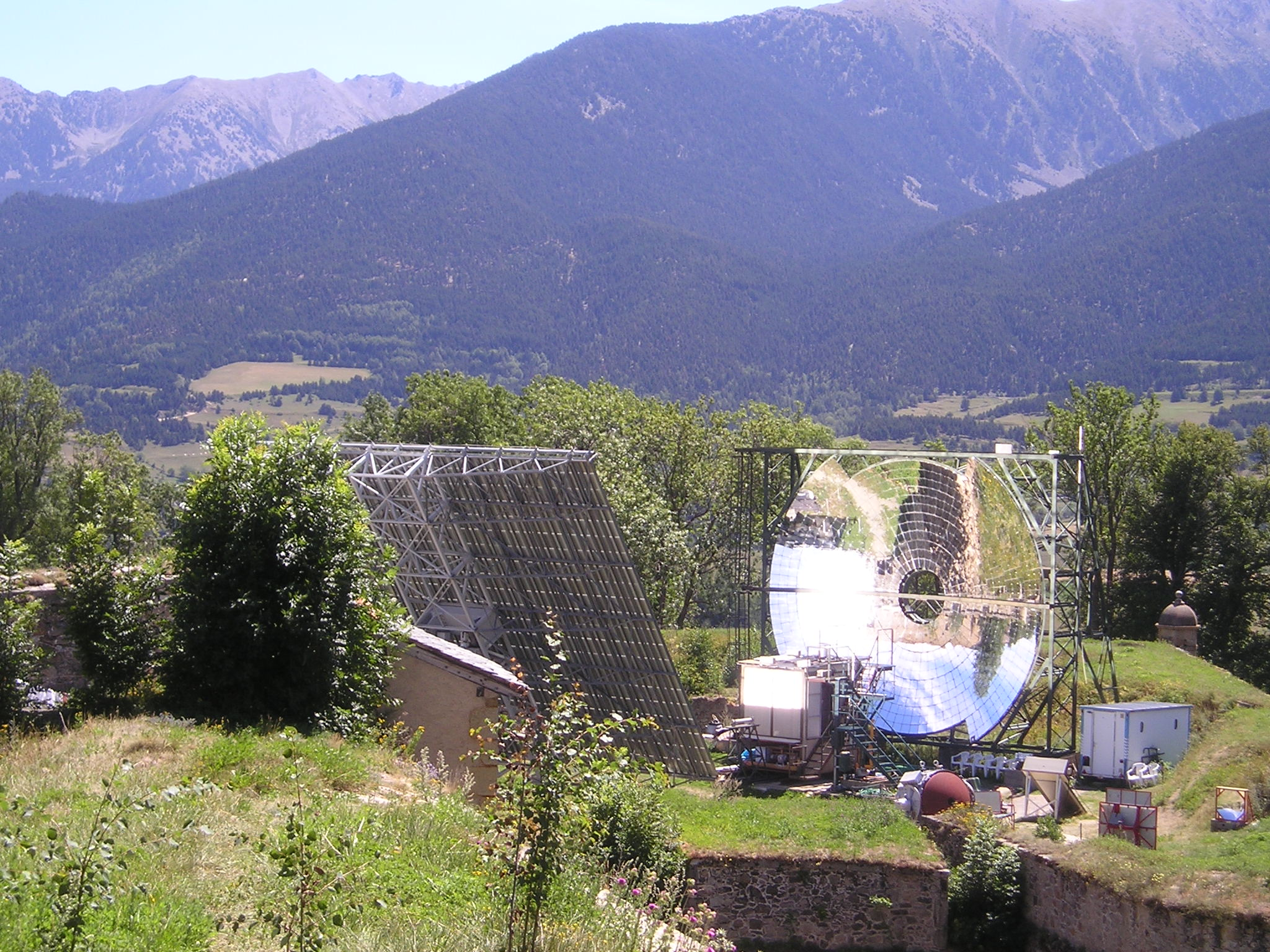
Солнечная печь в г. Мон-Луи, первая солнечная печь в мире
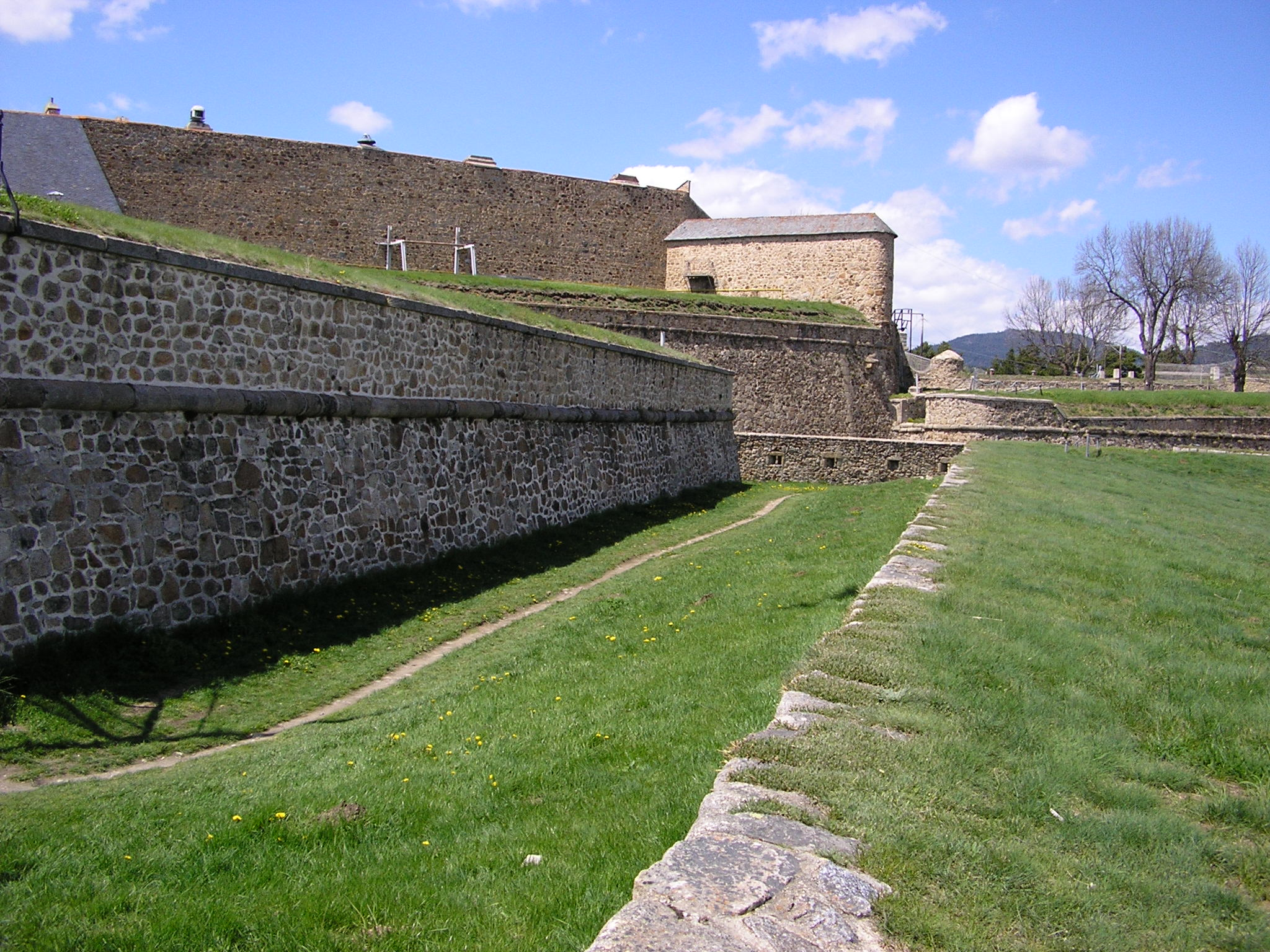
Цитадель г. Мон-Луи